# Антоновский, Андрей Валерьевич
Андрей Валерьевич Антоновский (род. 25 мая 1973, Хмельницкий, Украинская ССР, СССР) — украинский поэт, переводчик с каталанского языка, художник, перформер. Псевдоним — «Baton».

## Биография
С 2001 года Антоновский живёт и работает в Барселоне. Он является участником многих каталонских литературных мероприятий и представлений. Публикует свои стихи и переводы в различных периодических изданиях, таких как «Барселона Ревю» (кат. Barcelona Rewiev), «Через Шляпу» (кат. Pèl capell), «Игуасу» (кат. Iguazu), а также в поэтических сборниках «Беременные слова» (кат. Paraules prenyades) и «Боуэзия» (кат. Bouesia), «То, что внутри» (кат. Allò de dintre) и других, постоянный участник многих поэтических и полидисциплинарных фестивалей, среди которых в частности «Поепера» (кат. Poepera), «Боуэзия» (кат. Bouesia), «Барселона Поэзия» (кат. Barcelona Poesia), «Ґрек» (GREC), Gracia Territori Sonor — LEM. Жена Андрея Антоновского — американо-каталонская переводчица Каталина Джирона, совместно с которой он перевёл на каталонский язык произведения классиков и современных украинских авторов, в частности Александра Подервянского, а также с каталонского на украинский произведения многих современных каталонских поэтов. Вместе с Каталиной Джироной является популяризатором проекта установления культурного моста между Украиной и Каталонией.
В 2010 году в соавторстве с украинским поэтом Юрием Завадским выпустил поэтический сборник «Ротврот». В книгу, вышедшую всего в шести экземплярах, предисловие создал каталонский писатель Карлес Ак Мор. Транслитерацию и перевод на каталонский осуществила Каталина Джирона. За дизайн книги отвечал Василий Гудыма и совместно со своим братом Михаилом Гудымой оформил её в железе; книгу издали в сотрудничестве с тернопольским издательством «Крок». Каждая книга весит по 20 килограммов. Обложка сделана из грубого листового металла. Сам текст напечатан на грубой акварельной бумаге. Листы не переворачиваются — они нанизаны на металлические стержни. Чтобы прочитать следующий, нужно снять со стержней предыдущий. Каждое письмо содержит короткое стихотворение, написанное в стиле фонетической поэзии, с одной стороны на украинском, с другой — на каталонском языке. В мае того же года книгу презентовали на международном кузнечном фестивале в Ивано-Франковске и в литературном форуме в Барселоне. В 2012 году издательство «Крок» напечатало новую книгу Андрея Антоновского под названием «Бюстгалтер».
Антоновский модерирует группу Экстремальной Словесности на сервисе «Живой журнал».
В 2015 году создал музыкальный электронный проект batacat. В качестве музыканта в мае 2020 года издал на тернопольском лейбле Pincet первый миниальбом Nylon&Bleach.

## Книги
- РОТВРОТ, издательство КРОК, Тернополь 2010
- Бюстгальтер, издательство КРОК, Тернополь 2012